# Dub letní u Libáně
Ve vesnici Libáň nalézající se asi 3 km severovýchodně od městečka Nasavrky roste v zahradě u domku čp. 24 památný dub letní (Quercus robur).
Památný strom dosahuje výšky asi 25 m a obvod kmene přesahuje 427 cm. Podél památného dubu prochází modrá turistická značka spojující Nasavrky s městem Slatiňany.
Strom je chráněn od roku 1999 pro svůj vzrůst a jako významná krajinná dominanta.

## Galerie

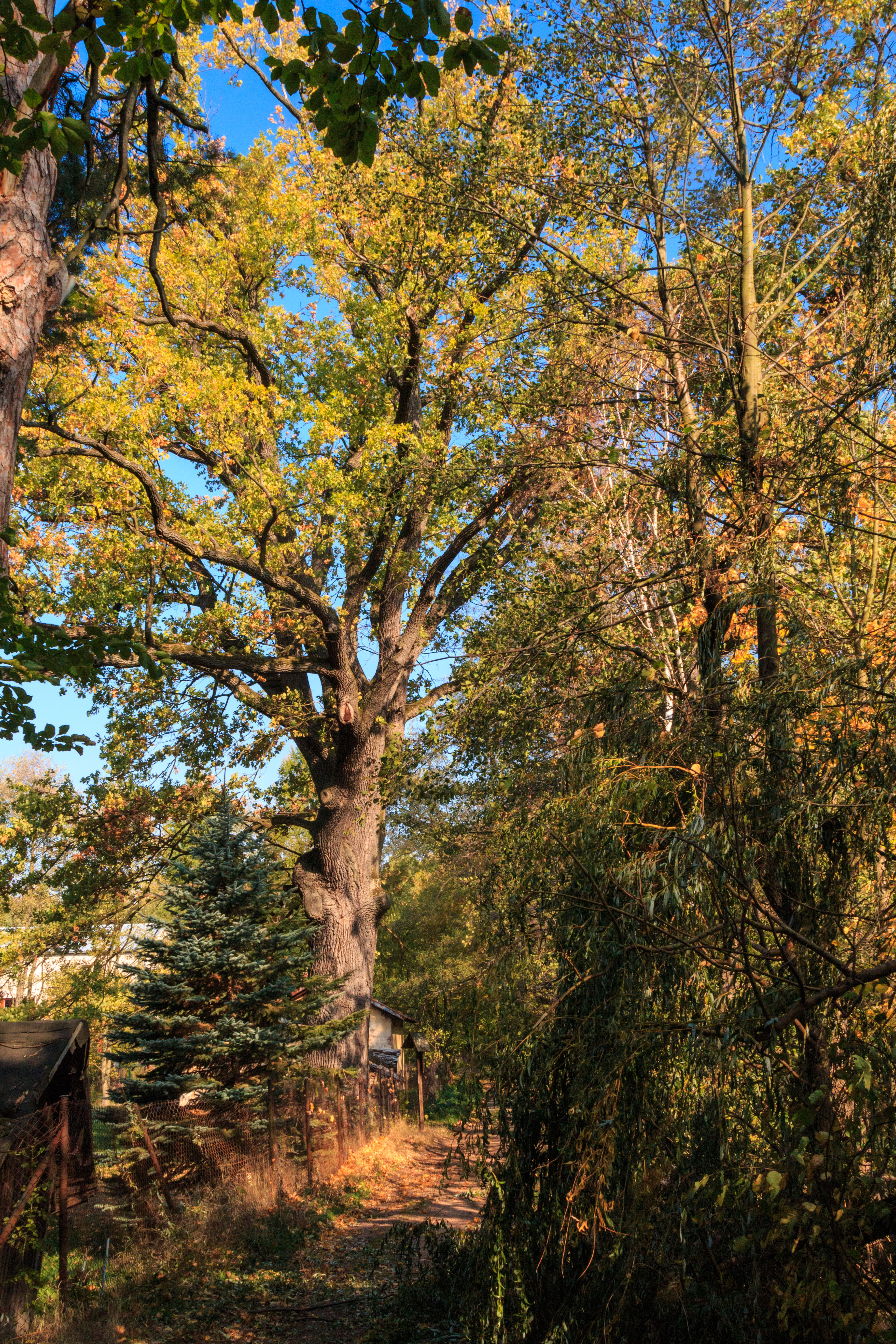
Památný dub u Libáně
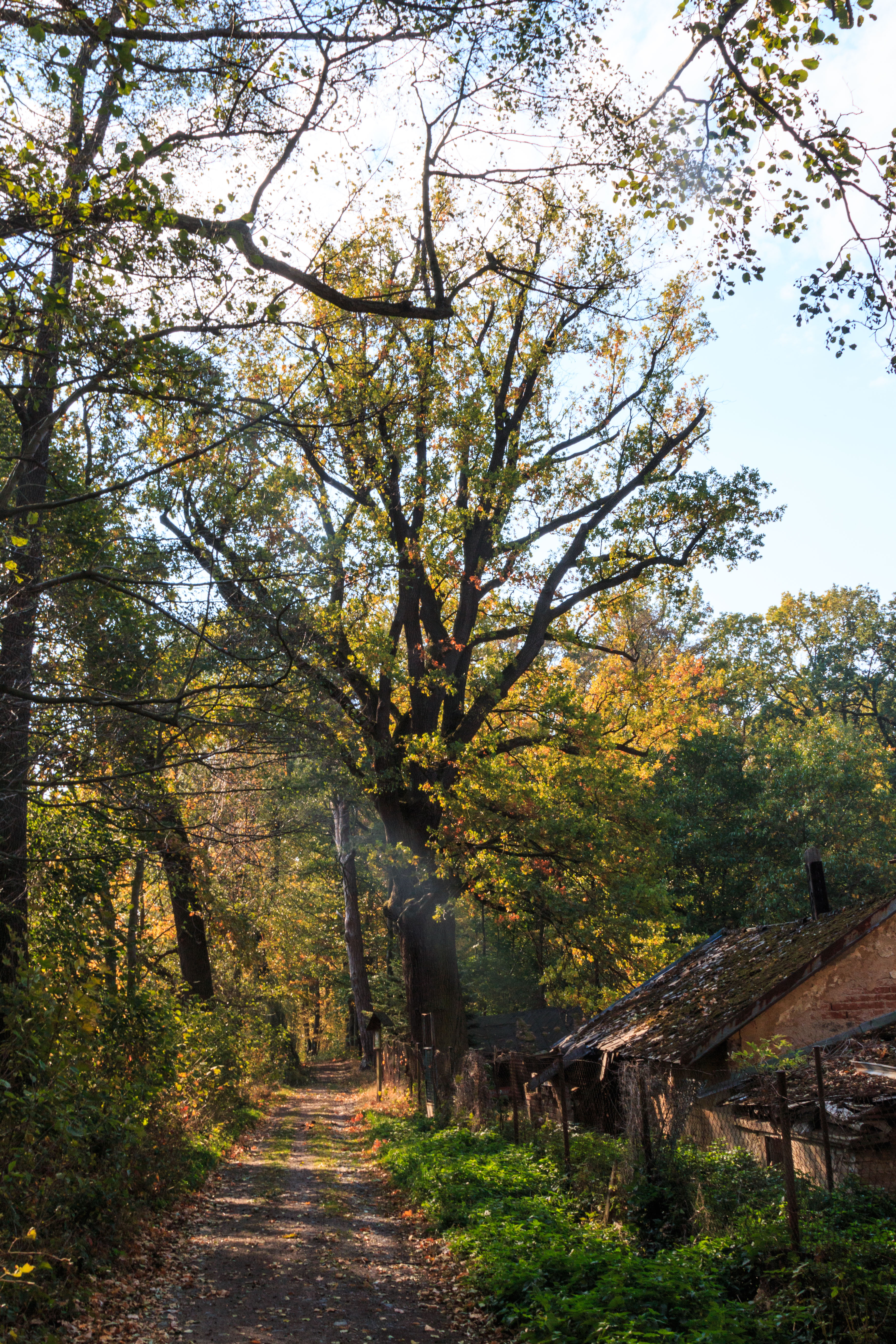
Památný dub u Libáně